# Abbazia di San Lorenzo al Lanzo
L'abbazia di San Lorenzo al Lanzo, nota anche come Badia Ardenghesca, era un'abbazia risalente al XII secolo nel comune di Civitella Paganico. Il monastero è caduto in rovina e non ne rimangono tracce, tranne quella di una chiesa, restaurata nel 1967.

## Storia
Fu fondata all'inizio del XII secolo dagli Ardengheschi, vicino al Castello di San Lorenzo.
Nei pressi dell'abbazia, monastero di famiglia dei conti Ardengheschi, considerato, all'epoca, uno dei più potenti della zona e della Toscana, sorgeva l'antico "Castello di San Lorenzo", edificato in epoca medievale e divenuto in secondo tempo possedimento della Badia, e del quale non è rimasta traccia alcuna. Con la decadenza della famiglia degli Ardengheschi, avvenuta nel XIII secolo, decadde anche l'abbazia che, con bolla del 1440 di papa Eugenio IV, fu affidata alla giurisdizione del convento di Santa Maria degli Angeli di Siena e, nel 1780, della chiesa di Santa Maria in Montibus di Civitella.
Anche il castello, nei secoli successivi venne inglobato nel territorio senese prima di entrare a far parte del Granducato di Toscana nella seconda metà del Cinquecento. Con il tempo il castello andò incontro ad un lungo declino; i suoi resti medievali alterati sono stati inglobati nelle costruzioni rurali di epoche più recenti.
Il monastero a metà del XV secolo venne abbandonato e gli edifici caddero in rovina fino a scomparire del tutto tranne la chiesa, che è meglio conservato grazie a lavori di restauro nel 1967.
Nel settembre 2005 è crollata una porzione di tetto a seguito di un violento temporale; i susseguenti lavori di ristrutturazione si sono conclusi all'inizio del 2008.

## Descrizione

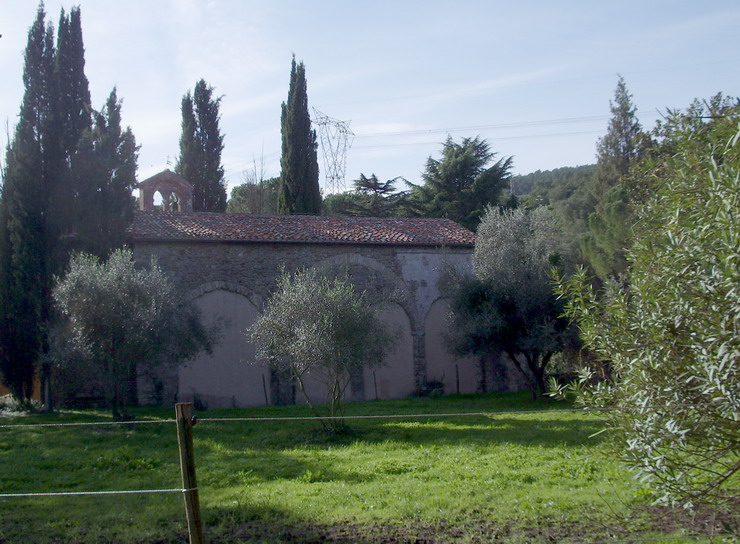
Il fianco laterale sinistro dell'abbazia

L'abbazia sorgeva a valle di Civitella Marittima, all'interno di un'area venatoria nei pressi del torrente Lanzo, dal quale prende il nome, in prossimità della Strada statale 223 che collega Siena a Grosseto.
Della struttura, che ha subito vari interventi nel corso dei secoli, si è conservata l'originaria facciata in stile romanico con il portico e la navata centrale delle tre che la costituivano: i suoi caratteri stilistici rievocano in parte quelli dell'abbazia di Sant'Antimo presso Montalcino, con alcuni capitelli raffiguranti figure animalesche o mostruose.